# Vozvrascsenyije imjon

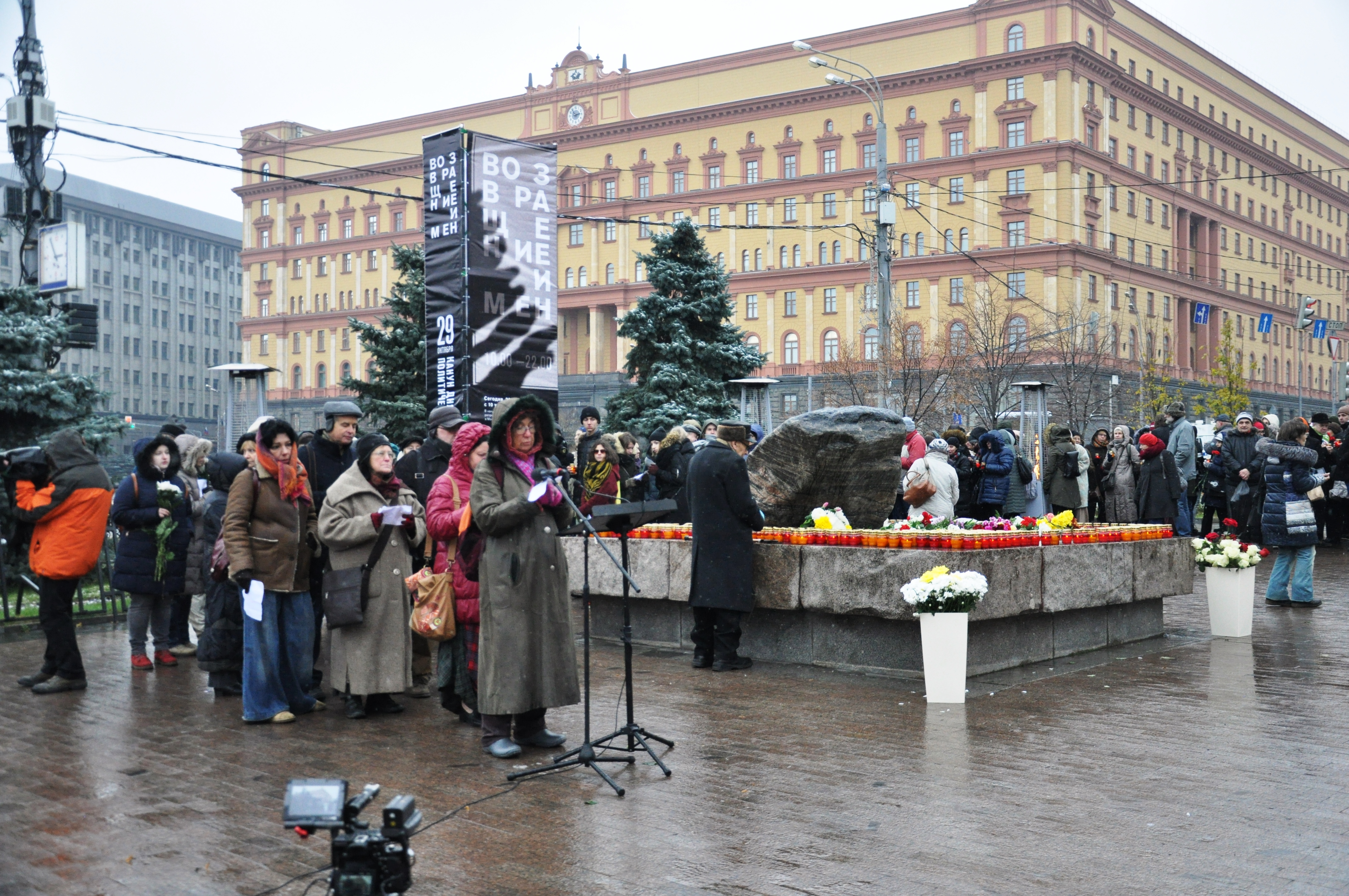
Vozvrascsenyije imjon. Megemlékezés Moszkvában (2016. október 29.)

A Vozvrascsenyije imjon egy oroszországi polgári kezdeményezés, évente ismétlődő rendezvény orosz neve. Jelentése magyarul: 'nevek visszatérése' vagy 'nevek visszaadása'.

## Célja és lényege
A rendezvény közös emlékezés a Szovjetunióban történt politikai megtorlások áldozataira. Kezdeményezője és szervezője a moszkvai székhelyű jogvédő szervezet, a Memorial Társaság. 
Az akciót 2007-ben rendezték meg először a Moszkvában felállított Szoloveckij kőnél,  az ún. „nagy terror” kezdetének 80. évfordulóján. Azóta is minden évben ezen a napon 12 órán át önkéntes jelentkezők egymást váltva, folyamatosan olvassák fel a Moszkvában kivégzettek nevét, vázlatos élettörténetét. 1937–1938-ban egyedül Moszkvában több mint harmincezer embert végeztek ki a „tisztogatások” során. Ahogy a Memorial egyik vezető képviselője mondta: "Kötelességünk ezeket a neveket visszahozni a feledésből."
A rendezvény nem tüntetés, nem hangzanak el beszédek, a költségeket adományokból fedezik. A moszkvai rendezvény egyenes adásban az interneten követhető. 
2007 óta a kezdeményezést egyre több orosz városban és néhány külföldi fővárosban is átvették, bár a megemlékezések napja változó, és lebonyolításuk sem mindenhol azonos.